# Magyartelek
Magyartelek é uma vila da Hungria, situada no condado de Baranya. Tem 6,84 km² de área e sua população em 2019 foi estimada em 206 habitantes.